# Instituto de Biomedicina y Biotecnología de Cantabria
El Instituto de Biomedicina y Biotecnología de Cantabria (IBBTEC) es un centro de investigación de titularidad compartida entre el Consejo Superior de Investigaciones Científicas (CSIC), la Universidad de Cantabria y el Gobierno de Cantabria a través de la Sociedad para el Desarrollo Regional de Cantabria (Sodercan). El IBBTEC se creó en mayo de 2007 y en julio de 2013 se inauguraron las instalaciones de su nueva sede, situada en el Parque Científico y Tecnológico de Cantabria (PCTCAN), en Santander.

## Objetivos
El IBBTEC nació con el objetivo de realizar investigación científica de calidad en la biomedicina, tanto en sus aspectos básicos como traslacionales, y en biotecnología para impulsar la transferencia de resultados y de tecnología al sector productivo. Además es misión del IBBTEC trabajar coordinadamente con otras instituciones de investigación biomédica de la comunidad de Cantabria: el IDIVAL (Instituto de Investigación Marqués de Valdecilla), la Facultad de Medicina y el Hospital Universitario Marqués de Valdecilla.

## Grupos y líneas de investigación
La actividad científica del IBBTEC se estructura en trece grupos de investigación distribuidos en dos departamentos:

### Departamento de Microbiología y Genómica
- Biología molecular de la patogenicidad de Brucella. Investigador Principal: Juan M. García Lobo
- Genómica y bioinformática. IP: Jesús Sainz
- Ingeniería y diseño de proteínas. IP: Gabriel Moncalián
- Intergenómica. IP: Fernando de la Cruz
- Motores moleculares. IPs: Elena Cabezón e Ignacio Arechaga
- Sistemas de secreción tipo IV bacterianos. IP: Matxalen Llosa

### Departamento de Señalización Celular y Molecular
- Bases neurobiológicas del mecanismo de acción de neurofármacos. IP: Ángel Pazos
- Control transcripcional del cáncer y regulación de la división celular. IPs: Javier León, María Dolores Delgado, Ignacio Varela, Alberto Sánchez y José Pedro Vaqué
- Farmacología molecular de receptores acoplados a proteínas G. IP: Juan López Giménez
- Inflamación crónica y enfermedades autoinmunes. IP: Ramón Merino
- Neurobiología de sistemas. IP: Albert Adell
- Regulación espacial de señales RAS-ERK en cáncer. IP: Piero Crespo
- Regulación de la expresión génica en el desarrollo de extremidades. IPs: Marian Ros y Federica Bertocchini

## Oferta tecnológica
El IBBTEC dispone de una serie de servicios que prestan apoyo a sus científicos y que están también abiertos a investigadores externos y empresas:
- Unidad de Diagnóstico y Evaluación Biológica (UDEB)
- Servicio de Análisis de Fármacos
- Servicio de Secuenciación Masiva
- Microscopía Óptica Avanzada e Histología
- Laboratorio de reactivos y medios